# João Vicente Friedrichs
João Vicente Friedrichs (Bom Jardim, 30 de outubro de 1880 – ?, ? de ?) foi um escultor, ornatista, canteiro e marmorista brasileiro, ativo especialmente na primeira metade do século XX.

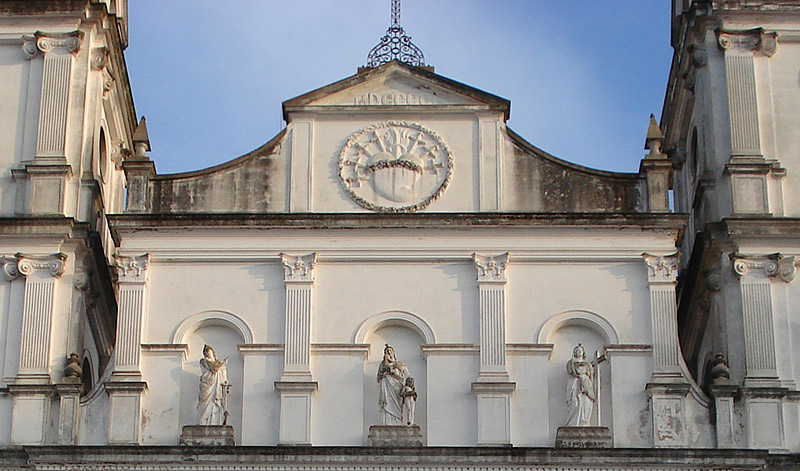
Detalhe da fachada da Igreja das Dores, com esculturas de Friedrichs.

## Carreira
Era filho de Miguel Friedrichs e sobrinho de Jacob Aloys Friedrichs, também artistas de destaque no estado do Rio Grande do Sul, e com eles aprendeu os rudimentos do ofício. Também recebeu instrução de Carlo Fossati. Mas sua educação se completaria principalmente na Alemanha, para onde se dirigiu em 1895, frequentando a Kunstgewerbeschule (Escola de Artes Industriais) da cidade de Colônia, recebendo aulas de modelagem e desenho, e praticando em diversas oficinas. Em 1898 deixa a escola antes de diplomar-se, e passa a viajar por alguns países europeus a fim de ampliar seus conhecimentos. Regressando a Porto Alegre em 1899] abre um pequeno atelier de ornamentação predial, usando contudo os materiais aqui costumeiros — o gesso, o cimento e a argila — e não o grês e o mármore, mais usuais nas oficinas de decoração da Europa.

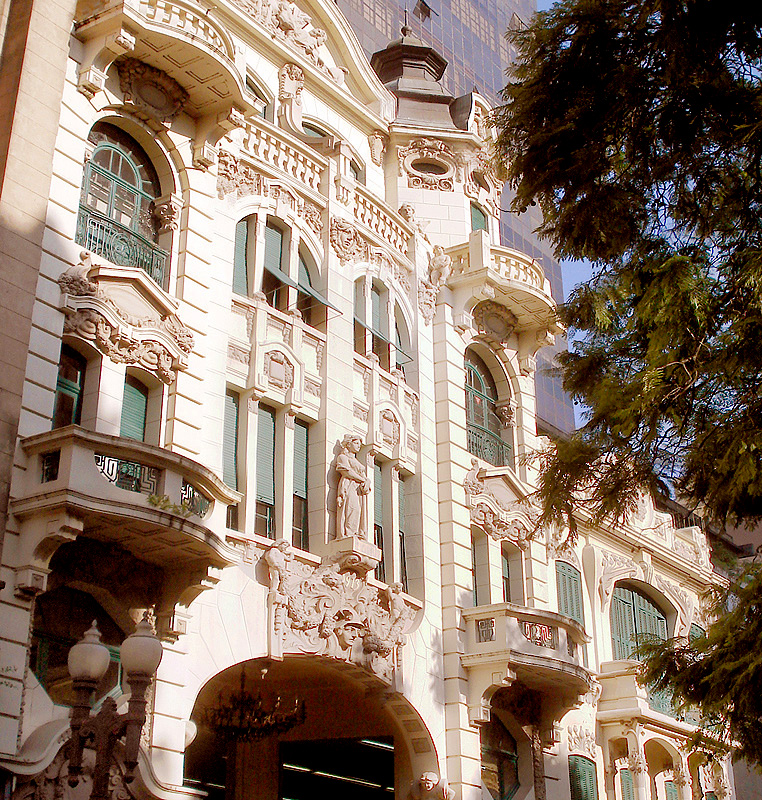
Fachada dos antigos prédios do Cine Guarany e da Farmácia Carvalho, hoje o Banco Safra.

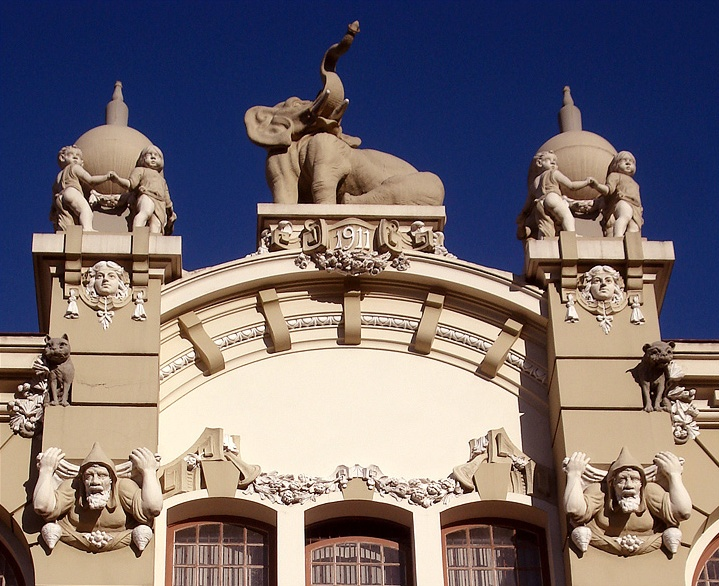
Detalhe da fachada da Cervejaria Brahma, ornamentada pelo atelier de Friedrichs. O elefante é obra do escultor Schob (ou Schauff).

Sua oficina logo foi reconhecida pelos seus bons serviços, e em 1901 já se destacava na Grande Exposição Commercial e Industrial, em cuja Seção de Artes apresentou dezenas de trabalhos, entre maquetes para ornamentações de edifícios e esculturas independentes. Diversas destas peças não eram de sua autoria, sendo declaradamente realizadas a partir de modelos importados, mas ajudaram a divulgar a proficiência da sua empresa e de sua equipe. No Salon da Gazeta do Comércio, realizado em 1903, volta a ser aplaudido, com cópias de obras clássicas de escultura, como de O Rapto da Sabina e da Vênus de Médici.
Nesta época em Porto Alegre ocorria um surto de edificações públicas e privadas de grande porte, e Friedrichs tomou partido das circunstâncias favoráveis, atendendo diretamente a inúmeros particulares, colaborando com Affonso Hebert, que era o arquiteto do Governo do Estado, e logo se tornando o fornecedor exclusivo de ornamentos e esculturas decorativas para a firma de Rudolph Ahrons, a mais importante empresa construtora da capital no começo do século XX. Em vista da magnitude dos projetos de Ahrons, este incentivou Friedrichs a contratar colaboradores experimentados. Assim chega a Porto Alegre em 1902 Frederico Pellarin, vindo de Buenos Aires, mas ele logo se desligou da oficina, juntando-se a Gustavo Steigleder. Em 1906 foi contratado também em Buenos Aires Luis Sanguin. Em 1908 juntou-se ao escritório de Ahrons mais um colaborador de primeira linha, o arquiteto Theodor Wiederspahn, que doravante assinaria os projetos. Em 1910 Friedrichs contratou Wenzel Folberger. Este período foi dos mais produtivos, e a associação de Friedrichs com Ahrons e Wiederspahn resultou na construção e decoração de alguns dos mais notáveis prédios históricos da cidade, como a Delegacia Fiscal, os Correios e Telégrafos, a Previdência do Sul e a Cervejaria Bopp.
Esta frutífera colaboração duraria até 1915, quando a firma de Ahrons fechou. O volume sempre crescente de encomendas forçaria uma rápida expansão na oficina de Friedrichs, e assim foram contratados outros profissionais, em sua maioria estrangeiros, para auxiliar nos trabalhos. Com essa colaboração adicional, e por causa do costume de não se assinar as peças individuais, hoje em dia fica difícil determinar quais são de autoria do próprio Friedrichs e quais as de seus colaboradores, até mesmo porque na fase de maior movimento do atelier sabe-se que o titular ficava muito tempo absorvido em tarefas administrativas e deixava o trabalho escultórico prático para a sua equipe realizar, apenas supervisionando o processo. De sua autoria pessoal são as estátuas da fachada da Igreja das Dores, representando a Fé, a Esperança e a Caridade, e a ornamentação da desaparecida Confeitaria Schramm. Embora a oficina com seu nome recebesse os créditos finais pelas decorações, algumas peças podem com alguma segurança ser atribuídas a determinados artífices de sua empresa, como a estátua de Gambrinus na fachada da antiga Cervejaria Bopp, as estátuas da Delegacia Fiscal e o grupo de São José com o Menino Jesus na Igreja São José, todas obras de Alfred Adloff; o Atlas nos Correios e Telégrafos de Folberger, e as esculturas para a fachada da Faculdade de Direito e da Faculdade de Medicina, trabalho de Pellarin.

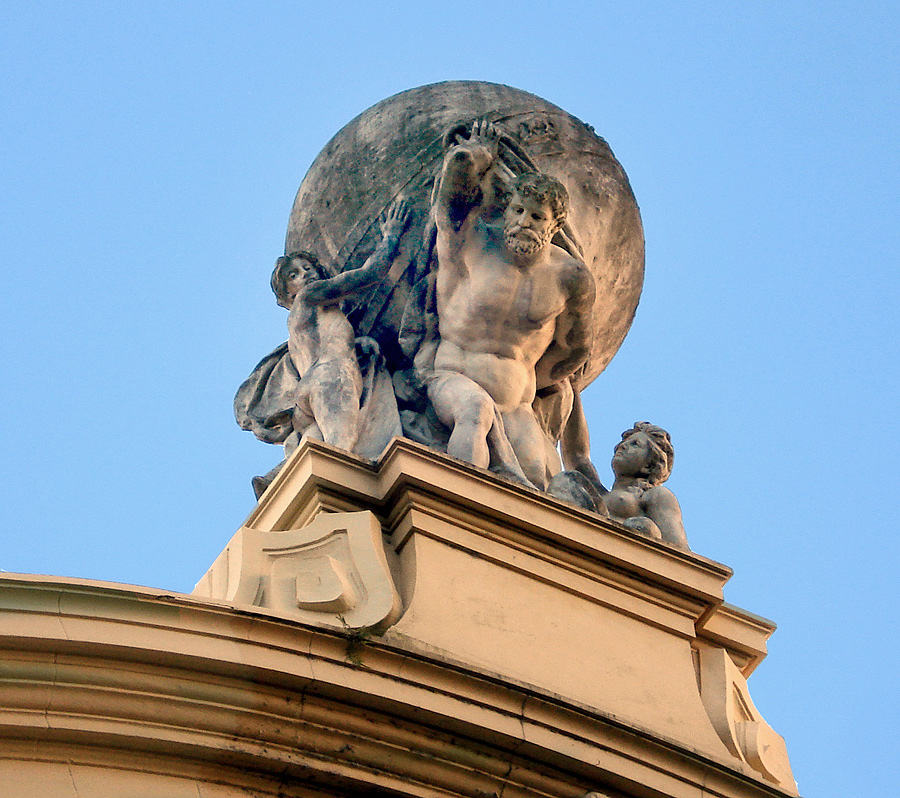
O Atlas nos Correios e Telégrafos.

A sua oficina tornou-se uma verdadeira escola, e nela se formou ou atuou uma plêiade de mais de 60 artistas, que contribuíram decisivamente para dar um novo rosto à capital do estado. Dentre eles, além dos já citados, contam-se também Jesús Maria Corona, Franz Radermacher, André Arjonas, Alfredo Staege, Giuseppe Gaudenzi, Fernando Corona e Vitório Livi.
A produção de seu atelier se caracteriza por um ecletismo de traços vigorosos e originais, ainda que mostre frequentemente alguma rigidez e um acabamento rústico nas figuras, mas sempre com uma rica inventividade para os ornamentos, num estilo que se distancia dos rígidos cânones clássicos e se aproxima do gosto e entendimento do público comum e, nos prédios públicos, amiúde serve de ilustração para um programa narrativo simbólico de caráter positivista, que era uma forte tendência na época.